# ディズニーリゾートクルーザー

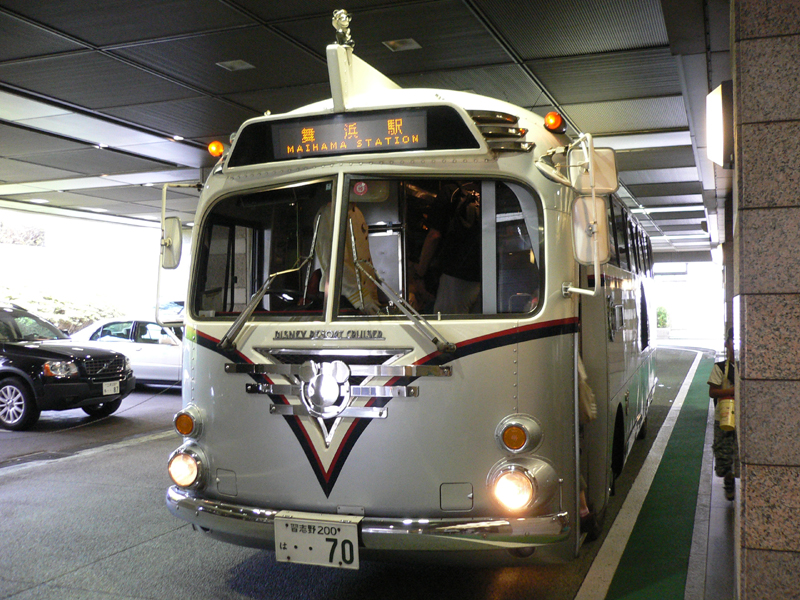
ディズニーリゾートクルーザーの車両（初代、シェラトン・グランデ・トーキョーベイ・ホテルより撮影）

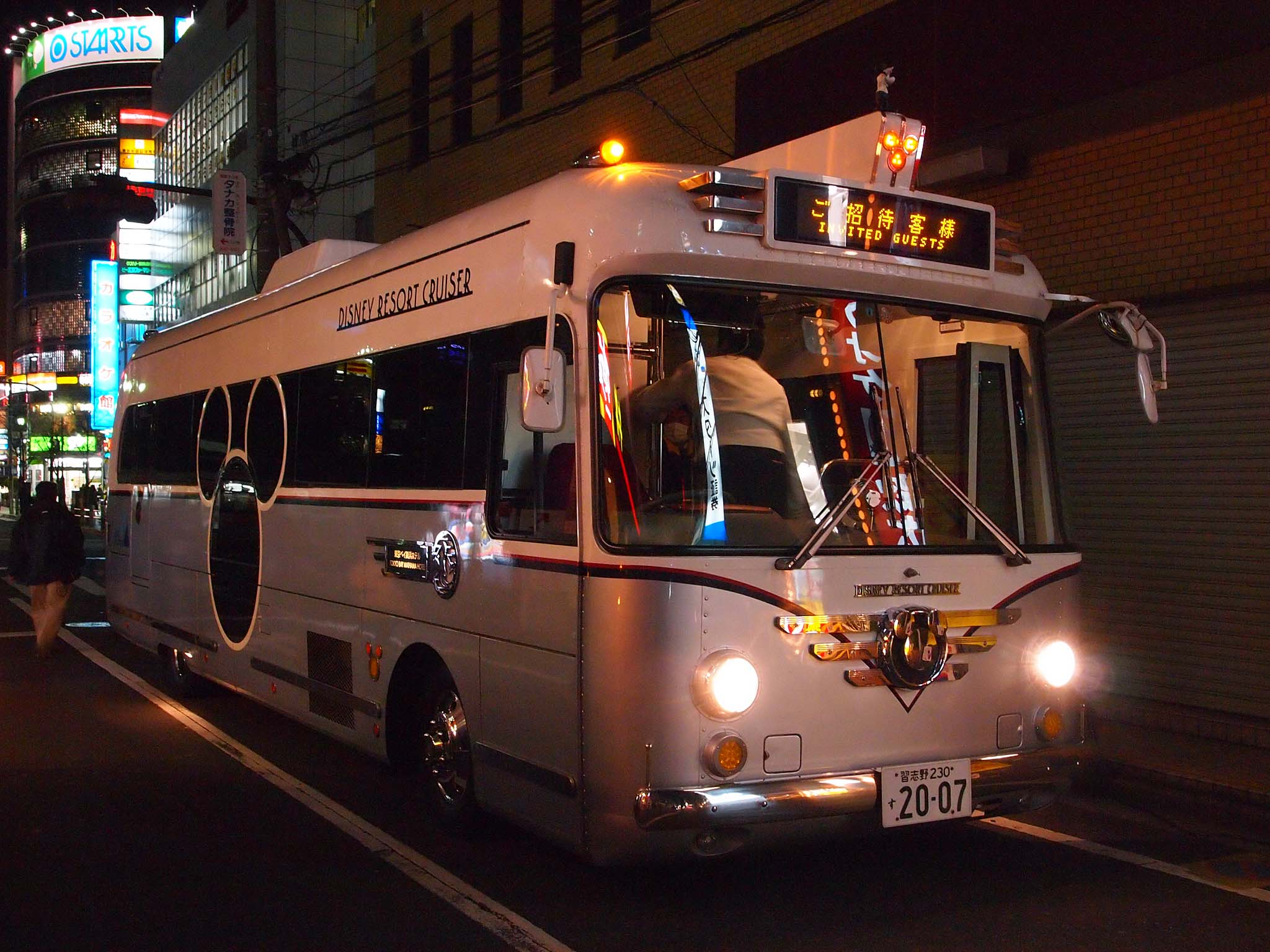
ディズニーリゾートクルーザーの車両（2代目、江戸川区内にて撮影）

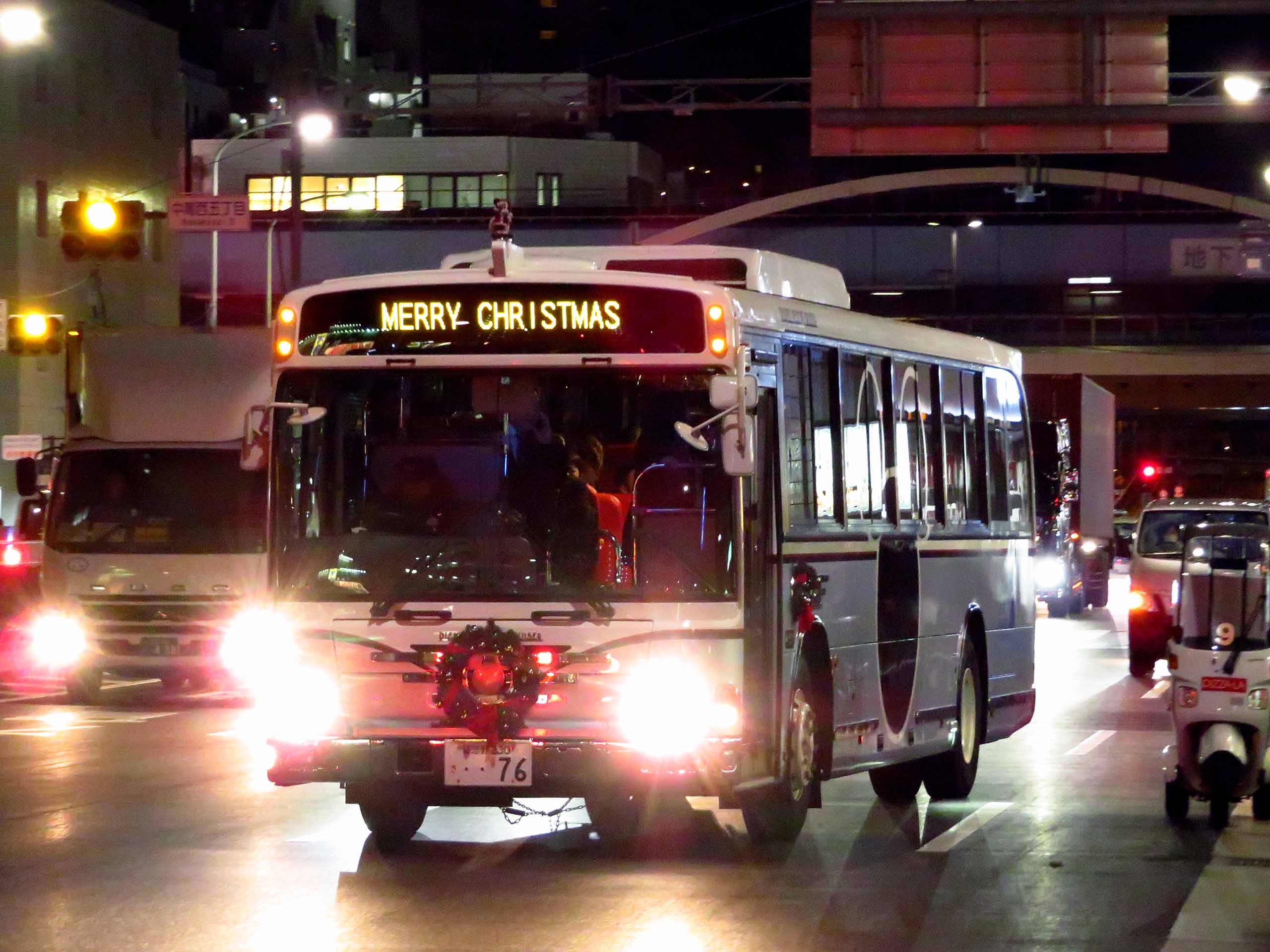
ディズニーリゾートクルーザーの車両（3代目、江戸川区内にて撮影）

ディズニーリゾートクルーザーは、東京ディズニーリゾート (TDR) 内を運行する送迎バスである。

## 概要
料金は無料。つり革やボデー細部などがミッキーマウスの形をした特注車両を使用している。ベース車はいずれも日野自動車製で、初代はレインボーRJとメルファ9であるが、ともに同じデザインの完全オリジナル車体を架装しており、丸みを帯びた可愛らしいデザインが特徴である。2代目車両はレインボーHRとメルファで、初代と比べるとやや角ばったデザインになったが、初代と同様、車体そのものは完全なオリジナルであり、ベース車の原型を留めていない。3代目からブルーリボンIIとレインボーIIが採用されたが、こちらはジェイ・バス製の純正車体を改造する方法で製作されたため、ベース車のボディを色濃く出す格好となった。

## 歴史
2001年7月、ディズニーリゾートラインの開業と同時に運行を開始。TDRオフィシャルホテルやディズニーアンバサダーホテルの利用者向け無料シャトルバスとして運行されている。

開業前は、TDRオフィシャルホテル～東京ディズニーランド (TDL) 間に、東京ベイシティ交通（現・京成バス千葉ウエスト）が貸切免許で運行する「ホテル循環線」が運行されていた。これに加えて、朝夕には各ホテル所有の自家用バスがホテル～TDL間を運行していた。また、ディズニーアンバサダーホテルにおいても、開業と同時にホテル～TDL間にて自家用バス2台（ミッキーマウスのペイントを行った前中扉の中型一般車）によるによるシャトルバスの運行を開始した。

しかし、ディズニーリゾートラインの開業を機に運行形態は大きく変わり、TDRオフィシャルホテル～パーク間は、ベイサイド・ステーションにてディズニーリゾートクルーザーとディズニーリゾートラインとの乗り継ぎが原則となった。ただし、東京ベイ舞浜ホテル ファーストリゾート（当時・サンルートプラザ東京）に関してはTDLとの距離が近く、ベイサイド・ステーション経由になると宿泊者の利便性が損なわれるため、ホテル～パーク間のバスの運行が存続された。

ディズニーアンバサダーホテルについては、ディズニーリゾートラインの駅から遠いため、自家用バスによる運行が継続された。しかし、宿泊者からディズニーリゾートクルーザーを希望する声も多く、まず1台がディズニーリゾートクルーザーに置き換えられ、その後もう1台もリゾートクルーザーに置き換えられた。なお、最初に置き換えられた1台は、京成トランジットバスに売却され、舞浜駅からの「キャスト・メンバーズ・シャトル」としてオフィシャルホテル従業員輸送に転用された。

2007年には、TDRオフィシャルホテル～ベイサイド・ステーション間で使用されるディズニーリゾートクルーザーの一部が新型車両に置き換えられた。このリゾートクルーザーは、超近距離を1日約100往復する過酷な使用状況のため老朽化が進んでおり、特に不具合個所の多い排気ガス規制対策未実施車両3台は、新型車両導入にともない廃車された。残りのリゾートクルーザーも、老朽化のため、2014年までにすべて新型車両に置き換えられた。ディズニーアンバサダーホテル便で使用されるリゾートクルーザーについても、2006年～2008年にかけて3台が追加導入され、5台体制での運行になった。うち2台は、いままでと同様に中型車ベースではあるもののシャーシをストレッチ改造されている。2014年には、中型一般車から置き換えられたリゾートクルーザー2台が老朽化により置き換えられた。

その後、2006年～2014年に導入されたリゾートクルーザーにおいても車体の老朽化が進み、まず2020年7月にディズニーアンバサダーホテル便で使用されているリゾートクルーザー3台が置き換えられ、TDRオフィシャルホテル～ベイサイド・ステーション間で使用されるディズニーリゾートクルーザーについても、2021年に7台が置き換えられている。

## 緑ナンバー車と白ナンバー車
「ディズニーリゾートクルーザー」は、「緑ナンバー」の営業車と「白ナンバー」の自家用車の2種類に大別される。「緑ナンバー車」は京成バス千葉ウエスト（塩浜営業所、旧・京成トランジットバス）がバスの所有・運行を行い、「白ナンバー車」は各ホテルがバスを所有し、大新東が運行を行っている。

### 緑ナンバー車（Aルート）
京成バス千葉ウエスト塩浜営業所の所属で、ディズニーアンバサダーホテル～各ディズニーパーク間を結んでいる。なお、東京ディズニーシー、東京ディズニーランドの二点間輸送が目的ではないので直通運行は行っていない。開業当初は大新東へ運行管理を委託し、「白ナンバー」で運行を行っていたが、2016年4月より京成トランジットバスへ委託先が変更され、順次、緑ナンバーへ変更された。
緑ナンバー車（Aルート）の内訳

Aルートのリゾートクルーザーは、中型の前扉車1台、中型の前中扉車1台、大型前中扉車3台の全部で5台稼働している。Aルート専用のリゾートクルーザーのため、バスの前面や側面にディズニーアンバサダーホテルのロゴが記されている。ナンバープレートはそれぞれディズニーにゆかりのある西暦や日付を採用しており、ウォルト・ディズニーの誕生日である「1901年12月5日」にちなんだ「12-05」、ミッキーマウスとミニーマウスのスクリーンデビューの日である「1928年11月18日」にちなんだ「19-28」と「11-18」、ドナルドダックのスクリーンデビューの日である「1934年6月9日」にちなんだ「・6 09」、ディズニーアンバサダーホテルの開業日である「2000年7月7日」にちなんだ「・7 07」がある。このうち、「・6 09」号車は、ディズニー・フェアリーテイル・ウェディングに使用されることがあるため、座席はクッションのあるモケット張りで、最後部の座席はラウンジタイプになっている。

### 緑ナンバー車（Bルート）
Aルートと同じく京成バス千葉ウエスト塩浜営業所の所属で、ディズニーリゾートラインのベイサイドステーションと各オフィシャルホテルを結んでいる。
緑ナンバー車（Bルート）の内訳

Bルートのリゾートクルーザーは、中型前中扉車のノンステップ車である（胴体のミッキーの部分に中ドアがある）。7台在籍しており、各ホテルに1台ずつ割り当てられる（残る1台は予備車）。

### 白ナンバー車（オフィシャルホテル-舞浜駅、および臨時便）
白ナンバー（自家用車両に付けられる白地緑字のナンバープレート）の車両は、各オフィシャルホテルが独自に所有しているため自家用車である白ナンバーとなっており、運行管理は大新東に委託している。原則として舞浜駅と各ホテル間や、深夜・早朝など緑ナンバーの車両が運行しない路線・時間帯、または宴会客など特別な事情による送迎に利用されている。
白ナンバー車の内訳

前扉車のツーステップ車で、胴体のミッキーの部分にも中ドアはない。シートベルト付きの前向き座席が数多く並んでいる。2014年までは、前扉のツーステップ車は各オフィシャルホテル1台ずつの所有であったが、旧型車が廃車になり新型車に代替する際、シェラトン・グランデ・トーキョーベイ・ホテルとヒルトン東京ベイは新型車を導入せず廃止となった。車検等の代車で各ホテルの所有する通常車両や大新東所有のTDR向け緑ナンバー一般車が代走する場合もある。通常は、各ホテルと舞浜駅間の臨時便や、婚礼などの宴会客の貸切輸送に使用されている。

## 運行体制
ディズニーアンバサダーホテルと各パークを結ぶバスは時刻表に従った運行であり、朝と夜は8分間隔、日中は10分間隔である。5台配置のうち、最大4台使用となっている。
アンバサダーホテル - 両パーク便（Aルート）およびオフィシャルホテル - ベイサイド・ステーション間（Bルート）は「緑ナンバー」の営業車を使用し京成バス千葉ウエストが運行している。「白ナンバー」の自家用車は、オフィシャル - 舞浜便およびオフィシャルの送迎臨時便で大新東に運行委託している。大新東は、以前からTDRのキャスト輸送バス「キャスト・メンバーズ・シャトル」（両パーク内のバックステージ（関係者区域）内循環、および早朝・深夜の浦安駅 - TDR）の運行をTDRの経営・運営をしているオリエンタルランド (OLC) から受託していた。前述のキャスト輸送バスは当初はOLC所有の自家用（白ナンバー）車の運行管理業務のみであったが、その後車両も大新東所有の営業車となり特定免許で運行となった。その関係で同社は舞浜営業所を東京ディズニーリゾートの隣接地に設置している。しかし、現在の構内車両は早朝深夜の浦安駅便も含め、京成バス千葉ウエストが請け負っており、同社が新造した車両を使用して貸切免許で運行されている。大新東の旧構内車両は塗装変更のうえ舞浜営業所から転出したが、一部は送迎貸切用として京成トランジットバス（現・京成バス千葉ウエスト）に移籍した。

## 路線
東京ディズニーリゾート公式ホームページには「Aルート」と「Bルート」が路線として掲載されている。東京ディズニーランド・東京ディズニーシーとディズニーアンバサダーホテルとを結ぶのが「Aルート」、ディズニーリゾートラインのベイサイド・ステーションと5つのオフィシャルホテルを結ぶ「Bルート」である。
両ルートとも京成バス千葉ウエストの営業車（緑ナンバー）で運行されているが「Aルート」は元ディズニーアンバサダーホテル自家用車、「Bルート」は当初から京成バス千葉ウエスト所有の営業車（緑ナンバー）で運行されている。
- 「Aルート」（ホテル利用者専用）※宿泊の他、宴会・物販・レストラン利用者を含む。
  - TDL - ディズニーアンバサダーホテル
  - TDS - ディズニーアンバサダーホテル
- 「Bルート」（ホテル利用者専用）
  - ベイサイド・ステーション - オフィシャルホテル

また、TDR公式ホームページにも記述があるが上記運行区間以外に、各ホテル婚礼宴会利用客等の送迎用としても下記の区間が概ね20分間隔で運行されているが、あくまで臨時運行となっている。
- シェラトン・グランデ・トーキョーベイ・ホテル - 舞浜駅（平日午前・土日祝日）※2014年ごろより東京ベイシティ交通にて運行。2015年に大新東へ移管
- ホテルオークラ東京ベイ - 舞浜駅（全日）
- ヒルトン東京ベイ - 舞浜駅（全日）※2013年ごろより通常車両にて運行中。京成バス千葉ウエストによる運行
- グランドニッコー東京ベイ 舞浜 - 舞浜駅（全日）
- 東京ベイ舞浜ホテル - 舞浜駅（全日）

※この場合は各ホテルが所有している通常車両での運行も含まれる。
また、オフィシャルホテルでは唯一、東京ベイ舞浜ホテル ファーストリゾートがホテルからTDLへ定期運行を行っているが、リゾートクルーザー以外の一般車両も共通運用のためルート名は付けられていない。
- TDL - 東京ベイ舞浜ホテル ファーストリゾート
- 舞浜駅 - 東京ベイ舞浜ホテル ファーストリゾート

※一部の便はホテル-舞浜駅-TDL-ホテルでの運行となる。
また、2003年頃まで、平日のみの運行ではあるが、シェラトンホテル所有車がホテルから浦安市内を経由してイトーヨーカドー新浦安店付近までの送迎を定期的に行っていた。これは、ホテルの飲食施設等の地元在住者利用を促進するためであったが、利用者が少ないことから廃止された。TDR外への定期運行はこの路線だけであった。